# Pakistanische Cricket-Nationalmannschaft in Neuseeland in der Saison 2024/25
Die Tour der pakistanischen Cricket-Nationalmannschaft nach Neuseeland in der Saison 2024/25 fand vom 16. März 2025 bis zum 5. April 2025 statt. Die internationale Cricket-Tour war Bestandteil der Internationalen Cricket-Saison 2024/25 und umfasste drei ODIs und fünf Twenty20s. Neuseeland gewann die Twenty20-Serie mit 4−1 und die ODI-Serie mit 3−0.

## Vorgeschichte
Beide Mannschaften spielten zuvor bei der ICC Champions Trophy 2025. Das letzte Aufeinandertreffen der beiden Mannschaften bei einer Tour fand in der Saison 2024 in Pakistan statt.

## Stadien
Die folgenden Stadien wurden für die Tour als Austragungsort vorgesehen und am 17. Juli 2024 bekanntgegeben.
| Stadion                     | Stadt           | Kapazität | Spiele         |
| --------------------------- | --------------- | --------- | -------------- |
| Eden Park                   | Auckland        | 50.000    | 3. T20         |
| Hagley Oval                 | Christchurch    | 20.000    | 1. T20         |
| University Oval             | Dunedin         | 6.000     | 2. T20         |
| Seddon Park                 | Hamilton        | 10.000    | 2. ODI         |
| Bay Oval                    | Mount Maunganui | 10.000    | 3. ODI; 4. T20 |
| McLean Park                 | Napier          | 22.500    | 1. ODI         |
| Wellington Regional Stadium | Wellington      | 34.500    | 5. T20         |

## Kaderlisten
Pakistan benannte seinen Kader am 4. März 2025.
Neuseeland benannte seinen Twenty20-Kader am 11. März 2025 und seine ODI-Kader am 24. März 2025.
| ODI | ODI | Twenty20 | Twenty20 |
| Neuseeland | Pakistan | Neuseeland | Pakistan |
| --- | --- | --- | --- |
| - Tom Latham (K) - Michael Bracewell (VK) - Muhammad Abbas - Adithya Ashok - Mark Chapman - Jacob Duffy - Mitchell Hay (wk) - Nick Kelly - Rhys Mariu - Daryl Mitchell - Henry Nicholls - Will O’Rourke - Ben Sears - Tim Seifert (wk) - Nathan Smith - Will Young | - Mohammad Rizwan (K, wk) - Salman Ali Agha (VK) - Abdullah Shafique - Abrar Ahmed - Akif Javed - Babar Azam - Faheem Ashraf - Imam-ul-Haq - Irfan Khan Niazi - Khushdil Shah - Naseem Shah - Mohammad Ali - Mohammad Wasim - Sufiyan Muqeem - Tayyab Tahir - Usman Khan | - Michael Bracewell (K) - Finn Allen - Mark Chapman - Jacob Duffy - Zak Foulkes - Mitchell Hay (wk) - Matt Henry - Kyle Jamieson - Daryl Mitchell - James Neesham - Will O’Rourke - Tim Robinson - Ben Sears - Tim Seifert (wk) - Ish Sodhi | - Salman Ali Agha (K) - Shadab Khan (VK) - Abbas Afridi - Abdul Samad - Abrar Ahmed - Haris Rauf - Hassan Nawaz - Irfan Khan Niazi - Jahandad Khan - Khushdil Shah - Mohammad Ali - Mohammad Haris - Omair Yousuf - Shaheen Afridi - Sufiyan Muqeem - Usman Khan |

## Twenty20 Internationals

### Erstes Twenty20 in Christchurch
| 16. März Scorecard | Christchurch (HO) | Pakistan 91 (18.4)               | – | Neuseeland 92-1 (10.1) |
|                    |                   | Neuseeland gewinnt mit 9 Wickets |   |                        |

Neuseeland gewann den Münzwurf und entschied sich als Feldmannschaft zu beginnen. Nachdem Pakistan früh seine Eröffnungs-Batter verlor, formte Salman Agha zusammen mit Khushdil Shah eine Partnerschaft. Agha schied nach 18 Runs aus und Shah kurz darauf nach 32 Runs. In der Folge gelangen Jahandad Khan 17 weitere Runs, bevor im vorletzten Over des innings das letzte Wicket fiel und eine Vorgabe von 92 Runs feststand. Beste neuseeländische Bowler waren Jacob Duffy mit 4 Wickets für 14 Runs und Kyle Jamieson mit 3 Wickets für 8 Runs. Für Neuseeland bildeten Tim Seifert und Finn Allen die Eröffnungs-Partnerschaft. Seifert erreichte 44 Runs, bevor Allen zusammen mit Tim Robinson die Vorgabe im 11. Over einholte. Das Wicket für Pakistan erzielte Abrar Ahmed. Als Spieler des Spiels wurde Kyle Jamieson ausgezeichnet.

### Zweites Twenty20 in Dunedin
| 18. März Scorecard | Dunedin | Pakistan 135-9 (15/15)           | – | Neuseeland 137-5 (13.1/15) |
|                    |         | Neuseeland gewinnt mit 5 Wickets |   |                            |

Neuseeland gewann den Münzwurf und entschied sich als Feldmannschaft zu beginnen. Als Spieler des Spiels wurde Tim Seifert ausgezeichnet.

### Drittes Twenty20 in Auckland
| 21. März Scorecard | Auckland | Neuseeland 204 (19.5)          | – | Pakistan 207-1 (16) |
|                    |          | Pakistan gewinnt mit 9 Wickets |   |                     |

Pakistan gewann den Münzwurf und entschied sich als Feldmannschaft zu beginnen. Als Spieler des Spiels wurde Hasan Nawaz ausgezeichnet.

### Viertes Twenty20 in Mount Maunganui
| 23. März Scorecard | Mount Maunganui | Neuseeland 220-6 (20)           | – | Pakistan 105 (16.2) |
|                    |                 | Neuseeland gewinnt mit 115 Runs |   |                     |

Pakistan gewann den Münzwurf und entschied sich als Feldmannschaft zu beginnen. Als Spieler des Spiels wurde Finn Allen ausgezeichnet.

### Fünftes Twenty20 in Wellington
| 26. März Scorecard | Wellington | Pakistan 128-9 (20)              | – | Neuseeland 131-2 (10) |
|                    |            | Neuseeland gewinnt mit 8 Wickets |   |                       |

Neuseeland gewann den Münzwurf und entschied sich als Feldmannschaft zu beginnen. Als Spieler des Spiels wurde James Neesham ausgezeichnet.

## One-Day Internationals

### Erstes ODI in Napier
| 29. März Scorecard | Napier | Neuseeland 344-9 (50)          | – | Pakistan 271 (44.1) |
|                    |        | Neuseeland gewinnt mit 73 Runs |   |                     |

Pakistan gewann den Münzwurf und entschied sich als Feldmannschaft zu beginnen. Als Spieler des Spiels wurde Mark Chapman ausgezeichnet.

### Zweites ODI in Hamilton
| 2. April Scorecard | Hamilton | Neuseeland 292-8 (50)          | – | Pakistan 208 (41.2) |
|                    |          | Neuseeland gewinnt mit 84 Runs |   |                     |

Pakistan gewann den Münzwurf und entschied sich als Feldmannschaft zu beginnen. Als Spieler des Spiels wurde Mitchell Hay ausgezeichnet.

### Drittes ODI in Mount Maunganui
| 5. April Scorecard | Mount Maunganui | Neuseeland 264-8 (42/42)                    | – | Pakistan 221 (40/42) |
|                    |                 | Neuseeland gewinnt mit 43 Runs (D/L method) |   |                      |

Pakistan gewann den Münzwurf und entschied sich als Feldmannschaft zu beginnen. Als Spieler des Spiels wurde Michael Bracewell ausgezeichnet.

## Auszeichnungen

### Player of the Series
Als Player of the Series wurden der folgende Spieler ausgezeichnet.
| Serie | Player of the Series |
| ----- | -------------------- |
| ODI   | Ben Sears            |
| T20   | Tim Seifert          |

### Player of the Match
Als Player of the Match wurden die folgenden Spielerinnen ausgezeichnet.
| Spiel  | Player of the Match |
| ------ | ------------------- |
| 1. ODI | Mark Chapman        |
| 2. ODI | Mitchell Hay        |
| 3. ODI | Michael Bracewell   |
| 1. T20 | Kyle Jamieson       |
| 2. T20 | Tim Seifert         |
| 3. T20 | Hasan Nawaz         |
| 4. T20 | Finn Allen          |
| 5. T20 | James Neesham       |